# Karin Schuitema
Karin Schuitema (1969) is een Nederlands voormalig wielrenster.
In 1987 won Schuitema een bronzen medaille bij het Nederlands kampioenschap wielrennen op de weg.
In 1988 reed Schuitema de Ronde van Frankrijk voor vrouwen.
In 1990 reed Schuitema voor de ploeg Amev.